# 天寧寺 (名古屋市)
天寧寺（てんねいじ）は、 愛知県名古屋市中区門前町にある曹洞宗の寺院。山号は玉琳山（ぎょくりんざん）。

## 概要
清洲外町に、蒼穹隆公(天正13年寂)が「圓徳院」として開創。1611年（慶長16年）清洲越しにより、現在の名古屋市中区門前町に移転。1738年（元文3年）寺号を「天寧寺」に改めた（夭逝した徳川宗春の子・龍千代の戒名が圓徳院となり避諱）。本尊は、木像釈迦牟尼坐像。
名古屋市鶴舞中央図書館の調査によると、『名古屋市史』、『名古屋叢書』、『日本名所風俗図会　6』（「尾張名所図会」、「尾張名陽図会」などの翻刻や索引を収録）等には、天寧寺と織田信長の関わりについての記録がなく、その関係を裏付ける資料は存在しない。

### 所在地
愛知県名古屋市中区門前町3番21号